# Às Igrejinhas
Às Igrejinhas é um local histórico localizado na freguesia dos Biscoitos, município da Praia da Vitória, Açores. Este local está entre os primeiros locais onde se iniciou o povoamento da localidade que deu origem à actual freguesia dos Biscoitos. Foi também o lugar onde se construiu a primeira igreja do lugar. 
Tratava-se de um lugar alto e algo afastado do mar (contrário ao que era mais comum) visto facilitar, por ser alto, a visualização de embarcações ao largo da costa e dar tempo às populações de se certificarem se eram barcos amigos ou se se tratavam de piratas ou corsários que por essas alturas era comum infestarem as águas dos mares açorianos. 
As populações em caso de serem piratas muitas vezes pouco mais podiam fazer do que fugir para o interior da ilha quase sempre abandonado à sua sorte os seus bens e muitas vezes os doentes acamados que não podiam transportar. 
No local é ainda possível ver-se os vestígios das antigas edificações, principalmente as da igreja, bem como ossadas dos cadáveres que ali foram sepultados.
O lugar é bastante montanhoso, e actualmente está coberto por pastagens. Segundo contam ainda as lendas populares esta zona foi vítima de frios muito intensos, e por esse motivo os habitantes viram-se na necessidade de se deslocarem para uma região mais baixa e próxima do mar. Para isso também terá contribuído, (segundo a mesma lenda) uma voz que se vazia ouvir de noite e de dia e que dizia às pessoas: "Mais para baixo". Esta voz acreditavam os crentes era uma intervenção divina.